# Peter Werner (Fußballspieler)
Peter Werner (* 25. April 1946; † 23. September 2017) war ein deutscher Fußballspieler.

## Karriere
Peter Werner begann seine Profikarriere im Alter von 18 Jahren beim FC Bayern München in der Regionalliga Süd. In dieser kam er erstmals am 30. August 1964 (5. Spieltag) beim torlosen Remis bei Kickers Offenbach zum Einsatz. Nach zwei weiteren Einsätzen stieg er am Ende seiner ersten Profi-Saison mit den Bayern – als zweitjüngster Spieler – in die Bundesliga 1965/66 auf. Unter Trainer Zlatko Čajkovski musste er lange warten, ehe er zu seinem Bundesliga-Debüt kam. Am 19. März 1966 (26. Spieltag) erzielte er beim 3:0-Siegim Heimspiel gegen den Hamburger SV auch gleich sein erstes Tor und bereitete ein weiteres vor. Eine Woche später bedeutete sein zweites Tor den 1:0-Sieg im Heimspiel gegen den FC Schalke 04. Bis zum Saisonende kam er noch sechsmal in der Meisterschaft (2 Tore) und einmal im Halbfinale des DFB-Pokals zum Einsatz und trug somit zum Gewinn des Pokals bei.
In der Folgesaison bestritt er 13 Spiele, erzielte ein Tor und kam auch erstmals international zum Einsatz. Das 1:1-Unentschieden im Hinspiel der 1. Runde des Europapokal der Pokalsieger bei 1. FC Tatran Prešov war sein erstes von drei Spielen in diesem Wettbewerb, den die Bayern auch gewannen. In der Saison 1967/68, seiner vierten und letzten in München, wurde er in sieben Bundesliga-, zwei DFB-Pokal- und in beiden Halbfinalspielen im Europapokal der Pokalsieger gegen den späteren Sieger AC Mailand eingesetzt.
Nach der Saison wechselte er zum Ligakonkurrenten Kickers Offenbach, für den er allerdings nur dreimal zum Einsatz kam, letztmals am 16. November 1968 (15. Spieltag) beim 0:0-Unentschieden im Heimspiel gegen den FC Bayern München, als er in der 77. Minute für Janos Kondert eingewechselt wurde. Daraufhin wechselte er schließlich zum FC Wacker Innsbruck nach Österreich. In drei Spielzeiten trug er zum Gewinn von drei Titeln bei, bevor er 1972 zum Ligakonkurrenten SK Rapid Wien wechselte, mit ihm Zweiter der Meisterschaft wurde und bis ins Pokalfinale vordrang, das nach Hin- und Rückspiel aufgrund der Auswärtstorregel der SSW Innsbruck gewann.
Werner lebte zuletzt in Görwihl-Rüßwihl in Südbaden. Er starb am 23. September 2017 nach langer, schwerer Krankheit. Er war verheiratet mit der Tischtennisspielerin Sieglinde Prell.

## Erfolge
- Europapokalsieger der Pokalsieger 1967
- DFB-Pokal-Sieger 1966, 1967
- Österreichischer Meister 1971, 1972
- Österreichischer Pokalsieger 1970